# Granodiorita

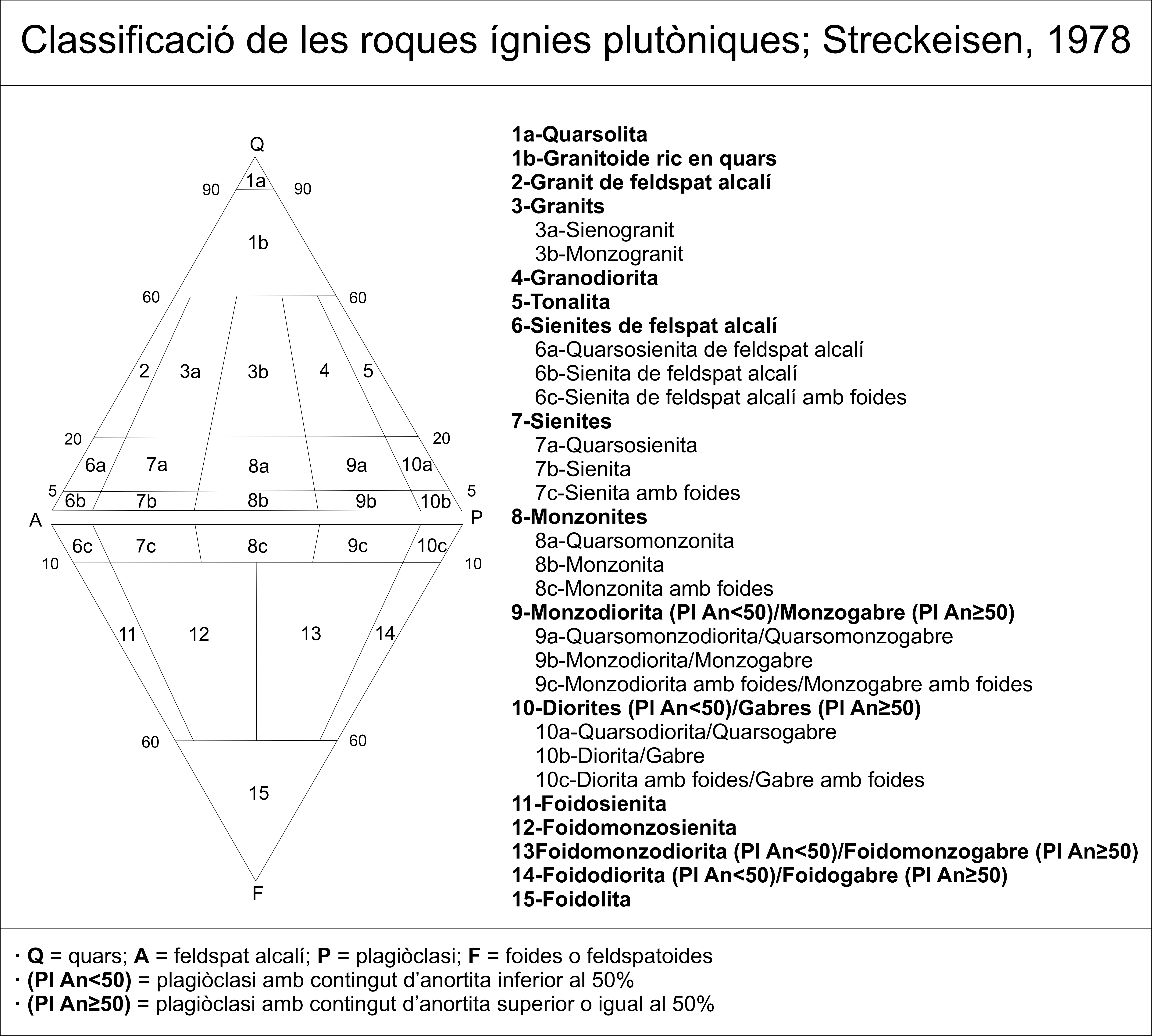
Classificació de les roques ígnies plutòniques segons Streckeisen 1978. La granodiorita es troba al lloc 4.

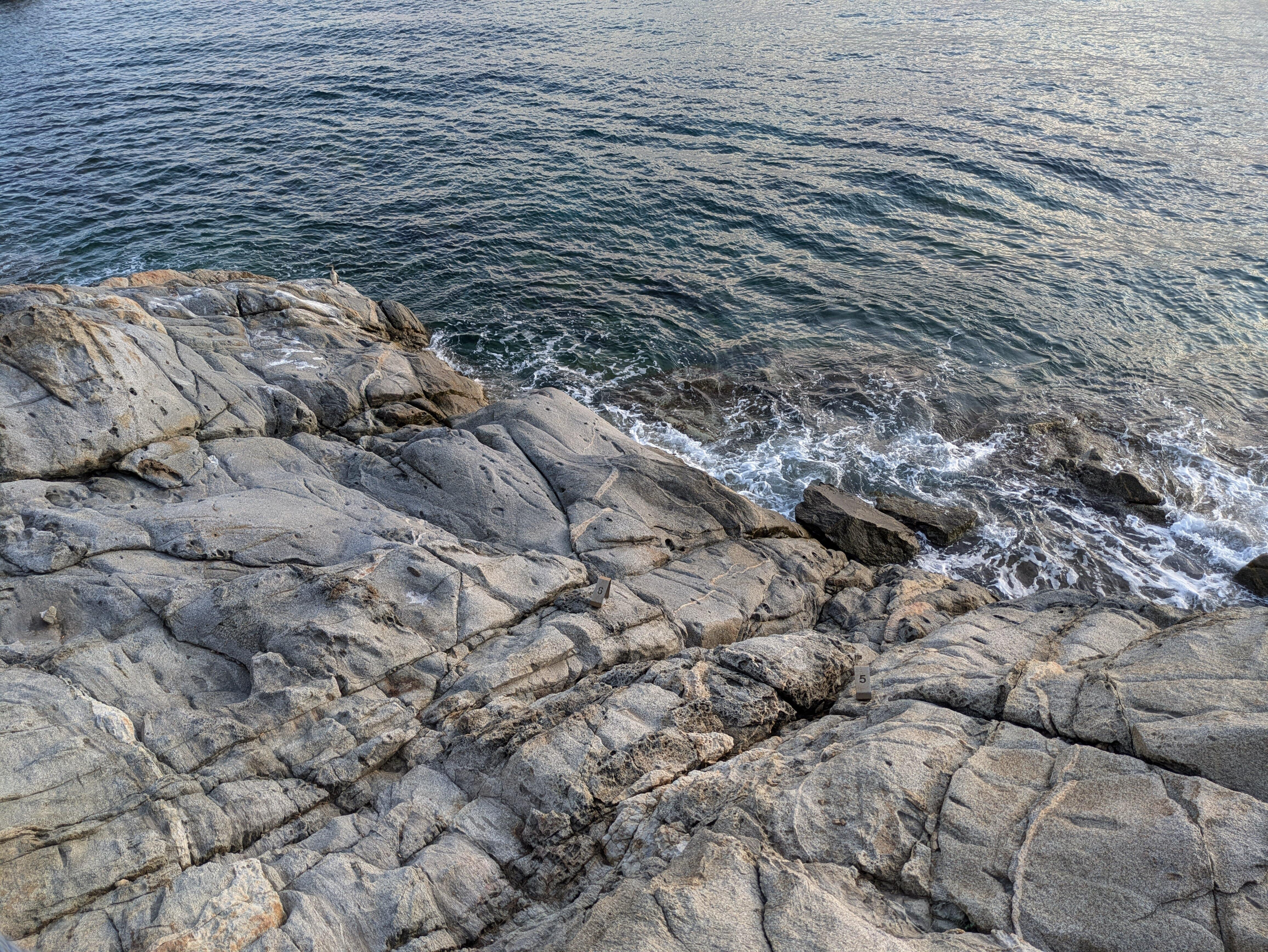
Granodiorita de Roses.

La granodiorita és una roca ígnia intrusiva de la família del granit i d'estructura holocristal·lina. Està composta per quars, plagiòclasi (del tipus oligòclasi o andesina) i feldespats. Usualment conté mica biotita i hornblenda, la mica en forma de cristalls octogonals i l'hornblenda en forma d'agulles de cristall.
Visualment s'assembla al granit, del que es diferencia per una major presència de plagiòclasi i per l'aspecte més fosc que li proporcionen els minerals màfics (la biotita i la horneblenda). Químicament és composta per un 63 a 68% de SiO₂.
Normalment, la capa superior de l'escorça terrestre està formada per aquest materia, i apareixen en batòlits en moltes serralades. La Pedra de Rosetta està formada per granodiorita.